# 해피 피트 2
《해피 피트 2》(Happy Feet Two)는 2011년 공개된 애니메이션 영화로, 조지 밀러 감독 작품이다. 2006년 공개된 《해피 피트》의 속편에 해당한다.

## 출연

### 주연
- 일라이저 우드
- 핑크
- 엘리자베스 데일리
- 브래드 피트
- 맷 데이먼

### 조연
- 소피아 베르가라
- 로빈 윌리엄스
- 행크 아자리아
- 에바 에이커
- 마그다 즈밴스키
- 자니 용 보쉬
- 커먼
- 휴고 위빙
- 안소니 라파글리아
- 리처드 카터
- 카를로스 엘라즈라퀴
- 롬바르도 보야르
- 제프리 가르시아
- 자니 A. 산체즈
- 소피아 베르가라
- 리 페리
- 대니 만
- 서닐 말호트라
- 칼 만수르
- 푸자 모힌드라
- 로저 나라얀
- 리타 라니
- 서지오 브루나
- 제레미 맥스웰
- 아제이 메타
- 카를로스 모레노 주니어
- 아샤드 아슬람
- 엘리자베스 데일리
- 메이슨 베일 코튼
- 로베르토 도나티

## 기타
- 총괄프로듀서: 브루스 버그만
- 배역: 크리스티 칼슨
- 프로덕션매니저: 닉 러셀

## 평가

### 흥행 성적
미국에서 약 6만 4천만 달러, 다른 나라에서 8만 6천만 달러의 수입을 냈다.

### 비평
영화는 평이 갈렸으며, 로튼토마토에서 46%을 기록했다.

### 수상 및 후보
| 상                                     | 부문                   | 후보자                 | 결과 |
| -------------------------------------- | ---------------------- | ---------------------- | ---- |
| 센트럴 오하이오 영화 비평가 협회상     | 올해의 배우            | 브래드 피트            | 후보 |
| 휴스턴 오하이오 영화 비평가 협회상     | 최우수 애니메이션 영화 | 최우수 애니메이션 영화 | 후보 |
| 샌디에이고 오하이오 영화 비평가 협회상 | 최우수 애니메이션 영화 | 최우수 애니메이션 영화 | 후보 |
| 새틀라이트상                           | 주제가상               | "Bridge of Light"      | 후보 |